# Joelija Ilinych
Joelija Ilinych (Russisch: Юлия Ильиных) (6 oktober 1985) is een Russische voormalige wielrenster. Ze was actief tussen 2006 en 2017. Ze kwam onder andere uit voor Petrogradets, Fenixs-Petrgradets en de Spaanse ploegen Lointek en Bizkaia-Durango.
In 2009 werd Ilinych nationaal kampioene op de weg. In 2014 won ze de Russische wedstrijd Grand Prix of Maykop. In 2015 won ze de 2e en 3e etappe, het puntenklassement en eindigde ze op het eindpodium met de derde plaats in de Ronde van Burgos. 